# Warcraft Adventures: Lord of the Clans
Warcraft Adventures: Lord of the Clans è un videogioco d’avventura sviluppato dalla Blizzard Entertainment e ambientato nell'universo di Warcraft. La società russa Animation Magic, situata a San Pietroburgo, era stata incaricata di produrre i 22 minuti di sequenze animate, l'artwork del gioco, lo sviluppo del codice del motore grafico e la produzione di alcuni effetti sonori. La Blizzard si è occupata dei modelli, del background e della trama. Il gioco, la cui uscita era stata prevista inizialmente per la fine del 1997, è stato cancellato nel maggio del 1998.

## Trama
La trama di Warcraft Adventures: Lord of the Clans di seguito riportata fu adattata in un romanzo intitolato Lord of the Clans, della scrittrice di Star Trek Christie Golden.
Il gioco si sviluppa subito dopo gli eventi di Warcraft II: Beyond the Dark Portal. Il giocatore impersona un orco di 22 anni chiamato Thrall. Da neonato, Thrall fu trovato dall'astuto luogotenente umano Aedelas Blackmoore, che lo allevò come servo e gladiatore nella sua fortezza-prigione di Durnholde. Blackmoore allenò il giovane orco ad essere un guerriero senza pari e un leader, nella speranza di usarlo per prendere il controllo dell'Orda e dominare sui suoi compagni umani. Il giocatore deve guidare Thrall in un'avventura attraverso Azeroth, inizialmente fuggendo dalla fortezza di Blackmoore, poi inoltrandosi nei campi d'internamento umani dove sono tenuti prigionieri i suoi fratelli. Da lì, nell'intento di liberare il suo popolo, Thrall cerca l'ultimo leader degli Orchi non ancora sconfitto, Grom Hellscream. Alla ricerca della verità sulle proprie origini, Thrall trova il leggendario Frostwolf Clan, e scopre di essere il figlio ed erede dell'eroe Durotan, leader del Clan Frostwolf assassinato 22 anni prima. Durante i suoi viaggi, Thrall trova l'anziano comandante Orgrim Doomhammer, che era rimasto nascosto molti anni in un castello con alcuni compagni. Doomhammer, che era un fratello di sangue di Durotan, viene coinvolto dall'entusiasmo di Thrall e decide di aiutare il giovane orco a liberare i clan prigionieri. Thrall torna alla fortezza di Blackmoore con gli orchi rimanenti per liberare l'Orda. Durante la liberazione di un campo, Doomhammer muore nella battaglia, e Thrall prende il suo leggendario martello da guerra e la sua armatura, diventando il nuovo comandante dell'Orda. Insieme all'amico Hellscream, Thrall prende d'assalto Durnholde e sconfigge Blackmoore, mettendo fine al gioco.

## Cancellazione
L'uscita di Warcraft Adventures: Lord of the Clans era originariamente prevista per la fine del 1997, poi venne rimandata alla fine del 1998, a causa di imprevisti problemi tecnici e di difficoltà di comunicazione fra la Blizzard e l'Animation Magic. Il gioco venne sviluppato per più di un anno: quasi tutte le caratteristiche, gli enigmi e le aree di gioco erano pronte, come anche il doppiaggio e le animazioni, ma la Blizzard non era del tutto soddisfatta. Venne ingaggiato Steve Meretzky, creatore tra gli altri di A Mind Forever Voyaging e The Hitchhiker’s Guide to the Galaxy per perfezionare gli enigmi e renderli più omogenei con la narrazione. Dopo due settimane di lavoro venne deciso che alcune sequenze del gioco dovevano essere riscritte, cosa che avrebbe fatto ritardare ulteriormente l'uscita del gioco, che sembrava già superato; intanto, in una intervista, Bill Roper dichiarò che il gioco sembrava "datato" rispetto ad altre avventure uscite in quel periodo, come The Curse of Monkey Island:
(Bill Roper)
Pochi giorni prima dell'E3 del 1998, la Blizzard annunciò che il gioco era stato cancellato. Alcune ore dopo l'annuncio, dei fan fecero una petizione online contro quella scelta. Il 22 maggio del 1998 la Blizzard rispose sul suo sito web:

Annuncio Blizzard - 22 maggio 1998 Press Desk: Blizzard annulla Warcraft Adventures
Blizzard vuole prendersi un minuto per rispondere alla petizione su Warcraft Adventures che sta circolando su Internet. Innanzitutto, vogliamo esprimere la nostra gratitudine ai fan di Warcraft che hanno trovato il tempo di organizzare questo sforzo. Riconosciamo che la cancellazione di Warcraft Adventures ha deluso alcuni dei nostri clienti e apprezziamo che abbiano condiviso con noi le loro opinioni.
In secondo luogo, vogliamo farvi sapere che l'interruzione dello sviluppo non è stata una decisione presa alla leggera. È stata una decisione difficile da prendere, ma ognuno di noi sa che è stata la scelta giusta. La cancellazione non è stata una decisione commerciale o di marketing e nemmeno una dichiarazione sul genere dell'avventura. La decisione si è incentrata sul livello di valore che vogliamo dare ai nostri clienti. In sostanza, si trattava di fare un passo avanti e dimostrare a noi stessi e ai giocatori che non avremmo svenduto la qualità dei nostri giochi.
Infine, ci auguriamo che i fan di Warcraft considerino i nostri precedenti e si fidino del nostro giudizio sulla conclusione del progetto. La cancellazione di Warcraft Adventures non segna la fine di Azeroth. Abbiamo tutte le intenzioni di tornare nel mondo di Warcraft perché ci sono ancora capitoli da raccontare. Vi terremo informati quando annunceremo i futuri progetti di Warcraft.

Nonostante la cancellazione del gioco che esplorava le sue origini, Thrall divenne uno dei protagonisti dei successivi Warcraft III: Reign of Chaos e World of Warcraft.

## Risorse impiegate
Il progetto durò più di un anno, in cui furono impiegate molte risorse:
- Il costo di un piccolo team interno per un anno
- L'ingaggio della Animation Magic, con più di 100 artisti e animatori impiegati nel progetto
- La costituzione di un team sonoro a Boston
- La costituzione di un team sonoro secondario
- Il doppiaggio
- L'ingaggio di Steve Meretzky per due settimane
- Il costo della registrazione del marchio e della campagna pubblicitaria

## Personaggi
- Thrall doppiato da Clancy Brown
- Orgrim Doomhammer doppiato da Peter Cullen
- Drek'Thar doppiato da Tony Jay
- Zul'jin
- Nazgrel
- Gazlowe
- Durotan
- Rend Blackhand
- Maim Bleckhand
- Kargath Bladefist
- Deathwing